# Bagatur
Bagatur, född februari 1955 i Kangping, Liaoning, är en mongolisk-kinesisk kommunistisk politiker av mongoliskt ursprung och har för närvarande position som ordförande för State Ethnic Affairs Commission. Med bakgrund i Kinas kommunistiska ungdomsförbund, har han avancerat i regeringen och tillbringade hela sin karriär i Inre Mongoliet. Mellan 2009 och 2016 var han ordförande för Inre Mongoliet.

## Biografi
Bagatur tog en examen på mongoliskt språk vid Hailar Mongolian Normal College. Han började arbeta i januari 1973 i Ulan Muqir i Evenk Autonoma Region i staden Hulued, Heilongjiang-provinsen. Han gick sedan med i CPC i december 1981 med tjänstgöring i Inre Mongoliet och blev slutligen sekreterare för Inre Mongoliets Autonoma Regionala Kommitté av Kinas Kommunistiska Ungdomsförbund mellan april 1986 och april 1992. Åren 1989-1990 studerade han samtidigt i Japan.
Bagatur tjänstgjorde som sekreterare för CPC Wuhai kommunkommitté från mars 1994 till december 1999 och var även borgmästare i Wuhai från december 1994 till februari 1998. Under denna tid tog han en magisterexamen i politisk ekonomi från Fudan University. Han var sekreterare för Inre Mongoliets Autonoma Regions Party Discipline Inspection Commission från december 1999 till april 2008 och började i december 2001 utsågs till biträdande sekreterare för CPC Inre Mongoliets Autonoma Regions partikommitté. Bagatur utnämndes till arbetande ordförande och vice ordförande för den regionala regeringen den 3 april 2008. Han valdes till ordförande den 12 januari 2009.
Bagatur var suppleant i den 15:e centralkommittén. Han var medlem i 16:e och 17:e centrala kommissionerna för disciplininspektion. Den 27 december 2008 antogs han som suppleant till den 11:e Nationella Folkkongressen (NPC) som representerar Inre Mongoliet I november 2012 valdes han in till 18:e centralkommittén för Kinas kommunistiska parti. och i mars 2016 utsågs Bagatur till ordförande för State Ethnic Affairs Commission.